# Severogermánské jazyky

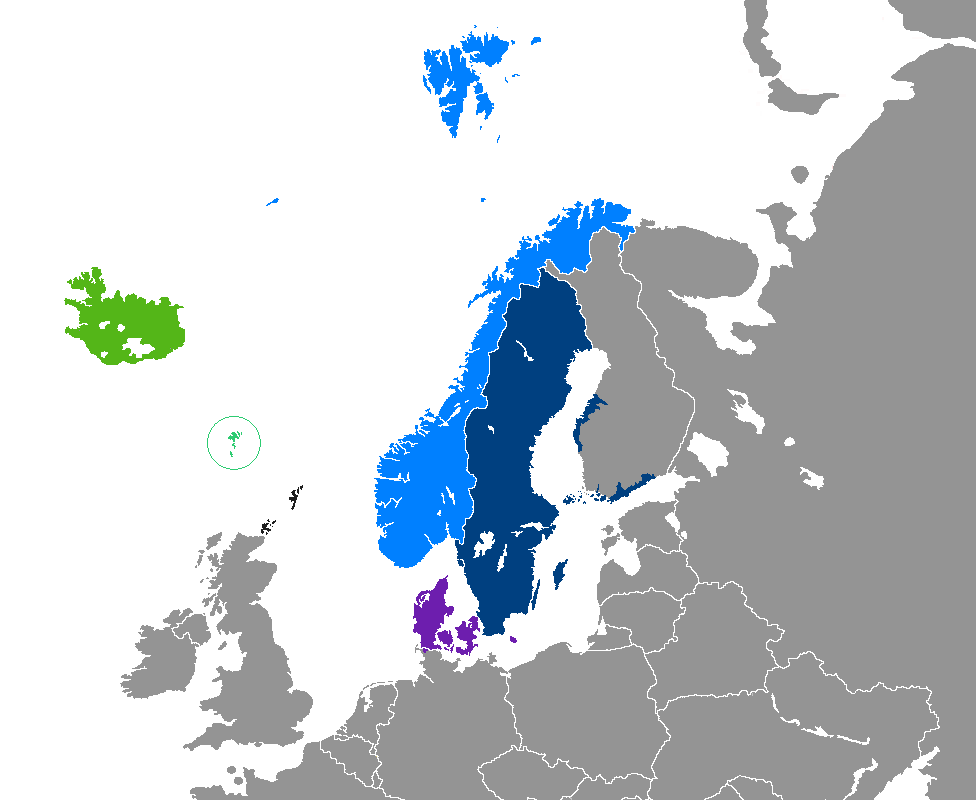
Severogermánská území
Kontinentální jazyky:
dánština
norština
švédština
Ostrovní jazyky:
faerština
islandština
nornština (†)
grónská severština (†)
- Mrtvá nornština se používala na Orknejích, Shetlandách a v Caithness v dnešním Skotsku do 19. století.
- Mrtvá grónská severština se používala v severských sídlech v Grónsku až do jejich zániku na konci 15. století.

Severogermánské jazyky jsou větví germánských jazyků, které spadají do indoevropské jazykové rodiny. Tyto jazyky jsou podobné západogermánským jazykům a - již zaniklým - východogermánským jazykům, takže například angličtině nebo němčině, a podobnost je srovnatelná s podobností ruštiny s češtinou.

## Historie
Jako všechny jazyky indoevropské jazykové rodiny se tyto jazyky vyvinuly z předpokládaného indoevropského prajazyka. Po období pragermánského jazyka – jehož existence však není dokázaná – se tyto jazyky vyvinuly z praseverského jazyka a později staroseverského jazyka. Později se staroseverský jazyk rozdělil na východní a západní skandinávskou větvi.
Když Vikingové v 9. a 10. století začali osídlovat Island a Faerské ostrovy, začaly se skandinávské jazyky rozdělovat na kontinentální a ostrovní větev. Díky tomu, že osadníci na těch ostrovech zůstali mezi sebou, zachoval se původní rys jejich jazyka, kdežto kontinentální skandinávské jazyky doznaly celé řady strukturálních změn, což se připisuje skutečnosti, že kupecké sdružení Hansa mezi 12. a 17. stoletím přivedlo mnoho lidí (obchodníků a řemeslníků) z dnešního Německa do Skandinávie a dolnoněmčina začala v značné míře ovlivňovat tamější jazyky. Zaniklo pádové skloňování a osobní koncovky u sloves a zakořenila se německá slova, hlavně výrazy z oborů a řemesel, které přijely s Němci, ale postupem času i jiná, která pronikla až do základního slovníku. (Velice podobný historický vývoj lze pozorovat u češtiny.)
Hornoněmčina získala vliv na skandinávské jazyky od období reformace.

## Vlastnosti

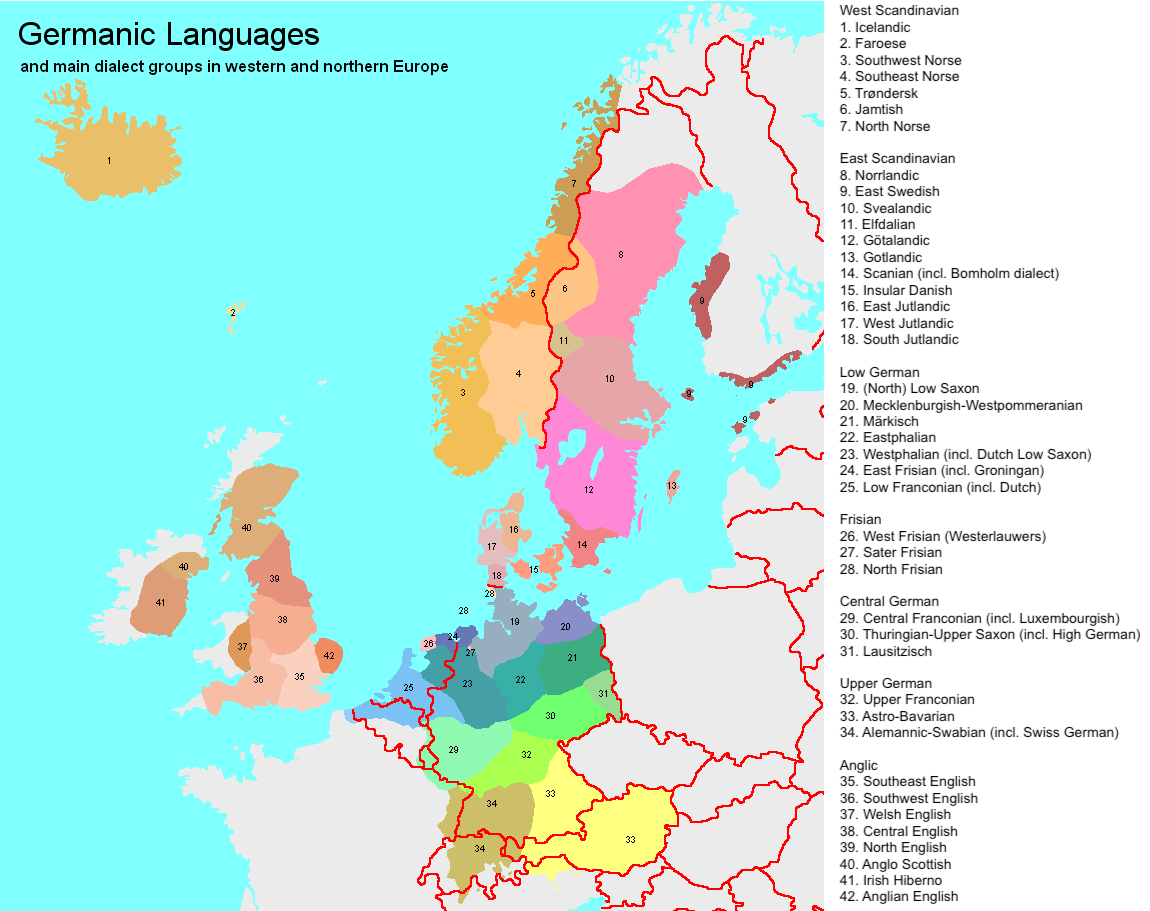
Rozdělení germánských jazyků včetně západních a východních skandinávských jazyků a dialektů

Oproti západogermánským jazykům se severogermánské jazyky vyznačují mimo jiné tím, že připojují určitý člen k substantivům v podobě koncovky, např.:
- no. mann 'muž' – mannen '(ten) muž', pl. menn – mennene;
- no. hus 'dům' – huset '(ten) dům', pl. hus – husene;
- isl. dagr-inn '(ten) den' (= šv./ dan./ no. dag-en);
- isl. borð-ið '(ten) stůl' (= šv./ dan./ no. bord-et).

### Kontinentální jazyky
Švédština a norština dále vlastní dvojí přízvuk. Při akcentu I tón na slabice po přízvučné slabice klesá, při akcentu II stoupá. Tento melodický akcent má fonematický charakter, takže může rozhodnout o významech jinak úplně homofonních slov, např.: bønder (pl. od bonde 'sedlák' [d se nevyslovuje], akcent I) — bønner (pl. od bønne 'fazole, bob', akcent II).
Dánština za to má ráz, který v češtině najdeme mezi dvěma vokály netvořícími diftong, např.: ne'ignoruje. V dánštině se ráz nachází uvnitř slov a má též fonematický charakter:
hund [hu'n] 'pes', hun [hun] 'ona'.
Slovesný systém kontinentální skandinávštiny se vyznačuje tím, že slovesa tvoří syntetický trpný rod, tj. bez užití pomocných sloves. K tomu jim slouží koncovka -s, která je zbytkem zvratného zájmena. Např.:
- šv.: Denna tidningen läses av många folk. 'Tyto noviny jsou čteny mnoha lidmi.
- no.: Deigen røres i ti minutter. 'Těsto je mícháno deset minut.'
- dán.: Huset sælges af manden. 'Dům je prodán mužem.'

Ale i skladba s pomocným slovesem bli 'stát se' je možné:
- Denna tidningen blir läst av många folk.
- Deigen blir rørt i ti minutter.
- Huset blir solgt af manden.

### Ostrovní jazyky
Ostrovní skandinávské jazyky islandština a faerština si zachovaly svůj bohatý skloňovací a časovací systém, který však v sesterských jazycích na kontinentě zanikl. Skutečnost zachování starobylé struktury ostrovních jazyků se přisuzuje faktu, že tyto ostrovní státy nikdy nebyly vyhledány a osídleny dalšími národy, kdežto kontinentální Skandinávie byla vystavená po staletí velkému vlivu dnešního Německa skrze Hansu (viz Historie), čemuž se připisuje zjednodušení struktury kontinentálních skandinávských jazyků oproti těm ostrovním.

## Rozdělení
- východoskandinávská větev
  - švédština
  - dánština
  - gotlandština
- západoskandinávská větev
  - islandština
    - vysoká islandština

  - faerština
  - norština
  - nornština